# Xanthia xantheago
Xanthia xantheago là một loài bướm đêm trong họ Noctuidae.